# Kärnäsalo
Kärnäsalo är en ö i Finland. Den ligger i sjön Saimen och i kommunen Puumala i den ekonomiska regionen  S:t Michel och landskapet Södra Savolax, i den södra delen av landet, 200 km nordost om huvudstaden Helsingfors. Öns största längd är 5,9 kilometer i sydöst-nordvästlig riktning.